# 宫川真喜雄

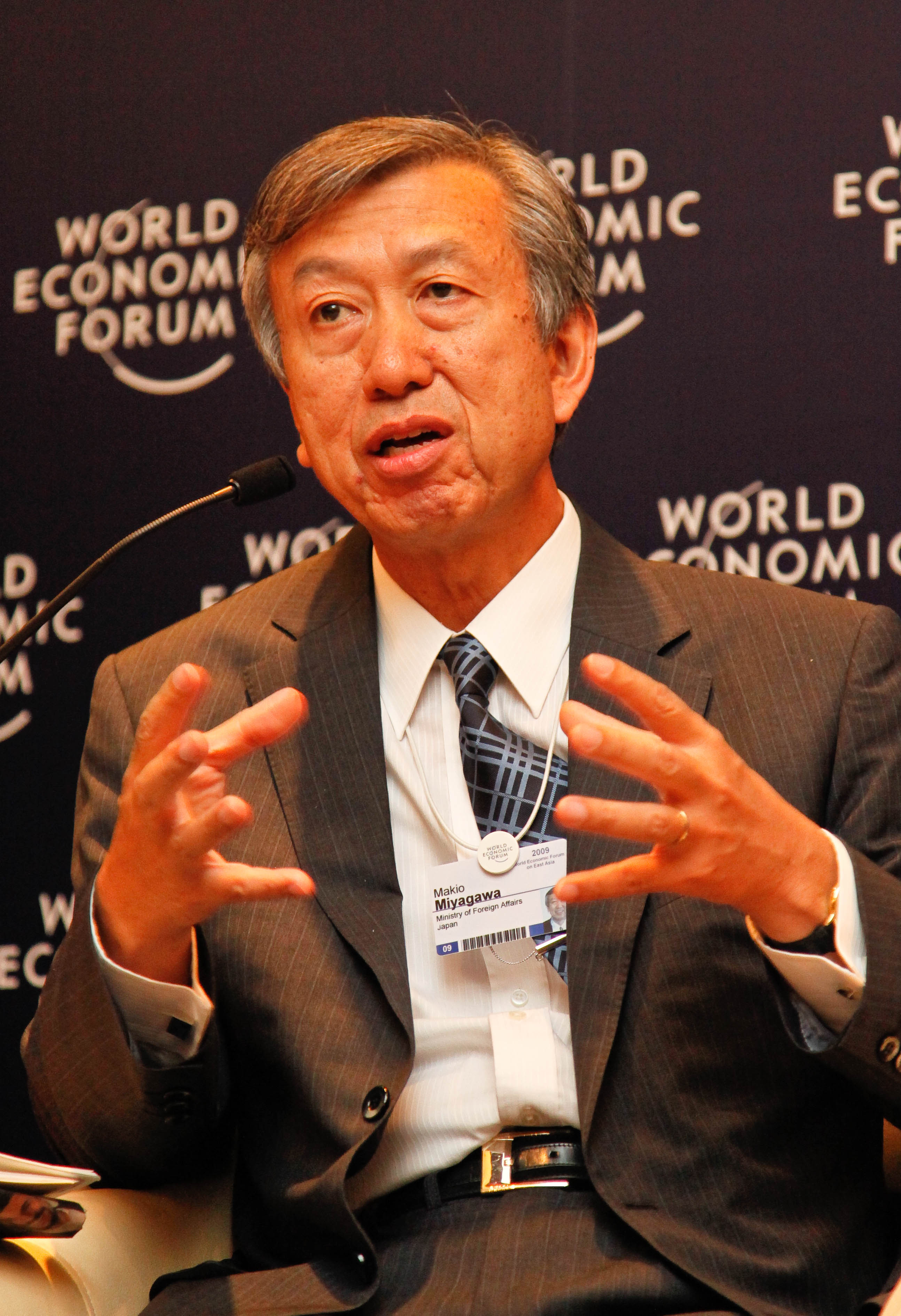
宫川真喜雄

宫川真喜雄（英語：Makio Miyagawa）是日本外交官。他曾于2014年至2019年10月担任日本驻马来西亚大使。

## 外交生涯
宫川真喜雄曾于1993年在日本驻马来西亚大使馆担任政务参事官长达2年半。

### 日本驻马来西亚大使
2014年3月，宫川真喜雄就任日本驻马大使。
2018年随着第14届全国大选落幕，以及马哈迪·莫哈末再度出任马来西亚首相，宫川真喜雄说，这已恢复日本工业界对马来西亚市场的信心。
2019年10月，宫川真喜雄结束5年半任期回到日本。离开前他曾向马哈迪致敬说道，马哈迪是日本政府、人民、从政者和商界领袖喜欢、爱戴、尊重和仰慕的领袖。他还形容到如果马哈迪从医，肯定治疗好许多病人，而也同样的，成为政治领袖的的后者也成功治国。

## 个人生活
宫川真喜雄担任日本驻马大使期间喜欢上已故马来巨星比·南利的电影和歌曲，尤其是著名歌曲《Getaran Jiwa》。他评价道：“据我所知，比南利是马来西亚艺术界的达芬奇。他在巅峰时期唱歌、表演并制作了许多歌曲和电影。”“我发现《Getaran Jiwa》音乐很舒缓，歌词也很浪漫。”“我花了两天时间把这首歌从马来语翻译成英语和日语。我认为这首歌也应该翻译成其他语言。不仅是《Getaran Jiwa》，还有他的其他作品。”“我这样做不是为了盈利。我认为他的歌曲应该在全世界分享。”